# Neocteniza mexicana
Neocteniza mexicana là một loài nhện trong họ Idiopidae.
Loài này thuộc chi Neocteniza. Neocteniza mexicana được Frederick Octavius Pickard-Cambridge miêu tả năm 1897.